# 2009년 상하이 ATP 마스터스 1000
2009년 상하이 마스터스는 10월 11일에서 18일까지 중화인민공화국 상하이에서 ATP 월드 투어 마스터스 1000의 하나로 열린 테니스 대회이다.